# Zundert
Zundert ([ˈzʏndərt]ⓘ) es un municipio y una ciudad de la provincia de Brabante Septentrional al sur de los Países Bajos. Comprende un área de 121.17 km², de los que 0.39 km² corresponde a la superficie ocupada por el agua. Su población el 30 de abril de 2017 era de 21.717 habitantes, con una densidad de 180 habitantes por km².
Originalmente llamado Zundert y Wernhout, el municipio en su actual composición data de 1997 al integrarse a él el viejo municipio de Rijsbergen.

## Centros de población
- Achtmaal
- Klein-Zundert
- Rijsbergen
- Wernhout
- Zundert

## El municipio
Zundert es un importante centro de producción agrícola, con numerosas granjas especialmente dedicadas a la producción de semillas y fresas. 
Zundert, Achtmaal, Klein Zundert, Wernhout y Rijsbergen fueron liberados de la ocupación nazi el 25 de octubre de 1944 por el 415º regimiento de la 104.ª división de Infantería de los Estados Unidos.

## La ciudad de Zundert
Zundert es el lugar de nacimiento de Vincent van Gogh. Su casa natal en la plaza del mercado fue demolida en 1903, aunque posteriormente en su solar se levantó una nueva casa en la que se ha instalado un museo dedicado al pintor.
Zundert es también centro de la más antigua y técnicamente avanzada feria de flores de Europa, que tiene lugar cada primer domingo de septiembre.